# Дербаремдикер, Марк Львович
Ма́рк Льво́вич Дерба́ремдикер (идиш מאָטל דערבאַרעמדיקער‎ — Мотл Дерба́ремдикер; также Мордхе, Мордехай; 9 июля 1920, Бердичев — 16 октября 2007, Киев) — изобретатель, химик, кандидат химических наук. Автор более 80 авторских свидетельств. «Лучший изобретатель лёгкой промышленности СССР». Активный участник общинной жизни Киева. Один из основателей Еврейского Соломонового университета (а также преподавал в нём идиш и курс истории хасидизма).

## Биография
Родился 9 июля 1920 года у Перл Ойзеровны Дербаремдикер (в девичестве Квенцель; 1890, Бердичев — 27 ноября 1952, Киев) и Леви-Ицхака Дербаремдикера (1887, Бердичев — 5 марта 1972, Киев). Перл и Леви-Ицхак поженились в 1912 году в Бердичеве. Марк Львович Дербаремдикер — прямой потомок цадика Лейви-Ицхока из Бердичева. Учился в хедере.
В июне 1941 года с отличием окончил Киевский технологический институт лёгкой промышленности (химико-технологический факультет). Из-за проблем со здоровьем не смог пойти в армию, но во время войны выполнял военные заказы в должности главного инженера Орского кожевенного и овчинного завода, получив звание инженера-лейтенанта.
В течение нескольких лет преподавал идиш (язык и литературу) на разных курсах (среди прочих и в Киевском Соломоновом университете. В 1990-е годы активно участвовал в общественной жизни еврейской общины Киева и Украины. В течение многих лет собирал еврейский фольклор.
Скончался Марк Львович 16 октября 2007 года в городе Киеве. В связи со смертью соболезнования выразили следующие организации:
- Объединение Международного украинского союза участников войны по связи с ветеранами Государства Израиль
- Киевская организация фронтовиков при Еврейском совете Украины
- Руководители Киевской воскресной школы по изучению языка идиш
- Еврейская конфедерация Украины
- Объединение иудейских религиозных организаций Украины
- Газета «Еврейский обозреватель»

## Творчество
Автор 140 научных публикаций. Опубликовал, на разных языках, ряд работ по языкознанию идиш и истории на Украине, США, Польше, России, Израиле и др. странах.
Во время сотрудничества с Украинским центром изучения истории Холокоста опубликовал ряд статей в бюллетене «Голокост і сучасність». Кроме этого, писал так же и на ненаучные темы, к примеру:
- М. Л. Дербаремдикер. Марк Дербаремдикер Бердичев — Еврейский город.
- М. Л. Дербаремдикер. Наглядный урок Холокоста.

Автор публицистических работ на идише и карманного украинско-идиш словаря на 6 тысяч слов.

### Книги
- М. Л. Дербаремдикер, Э. Н. Мартынова. Новые жирующие вспомогательные материалы в кожевенном производстве. М. Лёгкая индустрия, 1978.
- Марк Дербаремдикер, Дмитрий Тищенко. Украинско-идиш словарь на 6 тысяч слов. Киев, 1996.

## Семья
- Брат (старший) — Абрам Львович Дербаремдикер (16 апреля 1913, Бердичев — 16 февраля 2004 года, Нью-Йорк).
- Брат (младший) — Ян Львович Дербаремдикер[8] (род. 20 апреля 1923 года, Бердичев).
- Дочь — Суламифь Марковна Дербаремдикер[8] (род. 29 декабря 1950 года, Киев).

## Избранные патенты
Автор 80 патентов, среди них:
- Способ получения жирующих средств для кожи 05.09.1975 г. № документа 00483435
- Состав для покрытия кожаной обуви 25.11.1976 г. № документа 00536206
- Способ получения полифункциональных кислородсодержащих соединений 25.04.1976 г. № документа 00511312
- Состав для жирования кожи 25.09.1977 г. № документа 00573502
- Состав для жирования кож и способ его производства 07.10.1980 г. № документа 00768811
- Способ отделки поверхности кожи 15.09.1980 г. № документа 00763470
- Способ получения жирующих средствдля кожи 07.01.1981 г. № документа 00794076
- Водный состав для жированиямеховых шкурок 23.01.1981 г. № документа 00798177
- Состав для обработки меховых и кожаных изделий 23.10.1982 г. № документа 00968073
- Способ отделки изделий из синтетических полимерных материалов 07.03.1983 г. № документа 01002333
- Способ получения сульфатов оксиэтиленовых эфиров моноэтаноламида жирных кислот 15.06.1984 г.
- Способ получения эмульгатора для жирования кож 23.06.1985 г. № документа 01162793
- Способ получения эмульгатора для жирования кож 23.06.1985 г. № документа 01162794
- Состав для жирования кожи 28.02.1986 г. № документа 01214765
- Состав для отделки кожи 30.09.1987 г. № документа 01341202
- Аппретура для изделий из кожи 30.08.1987 г. № документа 01333714
- Способ дубления кож 30.06.1989 г. № документа 01490163
- Способ получения кож белого и светлого тонов 23.12.1990 № документа 01615182
- Способ выработки кож 07.09.1991 г. № документа 01675334
- Способ выработки кож для низа обуви 30.11.1991 г. № документа 01694645
- Состав для жирования кожи «суфол» 30.05.1993 г. № документа 01818352
- Способ крашения кожи 30.04.1993 г. № документа 01812254